# Centaurea sphaerocephala
Centaurea sphaerocephala — вид квіткових рослин родини айстрових (Asteraceae). Ареал: Корсика, Італія, Португалія, Сардинія, Сицилія, Іспанія, Гібралтар, Марокко, Алжир; натуралізований на Мадейрі.

## Середовище
Росте на прибережних пісках.

## Морфологічна характеристика
Багаторічник із товстим, майже здерев'янілим коренем. Стебла 10–70 см, прості або розгалужені, переважно запушені. Листки загалом з нещільним пухнастим покривом; нижні довгочерешкові, ліроподібні; середні та верхні сидячі. Квіткові голови поодинокі. Обгортка 18–26 × 18–35 мм, павутинна. Квіточки рожеві та пурпурові. Сім'янки 5–5.5 × 2.5 мм, яйцеподібні, злегка стислі, волосисті, солом'яно-жовті. 2n = 22. Цвіте і плодоносить з березня по травень.